# Målingen
Målingen är en sjö i Härjedalens kommun i Härjedalen och ingår i Ljusnans huvudavrinningsområde. Sjön är 9 meter djup, har en yta på 7,21 kvadratkilometer och befinner sig 361 meter över havet.

## Delavrinningsområde
Målingen ingår i det delavrinningsområde (687148-144041) som SMHI kallar för Utloppet av Målingen. Medelhöjden är 379 meter över havet och ytan är 27,04 kvadratkilometer. Räknas de 6 avrinningsområdena uppströms in blir den ackumulerade arean 56,54 kvadratkilometer. Molgan som avvattnar avrinningsområdet har biflödesordning 2, vilket innebär att vattnet flödar genom totalt 2 vattendrag innan det når havet efter 232 kilometer. Avrinningsområdet består mestadels av skog (48 procent) och sankmarker (19 procent). Avrinningsområdet har 7,31 kvadratkilometer vattenytor vilket ger det en sjöprocent på 27 procent.